# Prozessrechner
Prozessrechner sind Rechner, die durch folgende technische Spezifikationen gekennzeichnet sind:
- Eingangssignale kommen ausschließlich oder überwiegend von Sensoren; dadurch unterscheiden sich Prozessrechner insbesondere von Arbeitsplatzrechnern, die ihre Eingaben vorwiegend über die Tastatur erhalten.
- Ausgangssignale werden ausschließlich oder überwiegend über Aktoren ausgegeben
- lediglich die Programmierung erfolgt durch den Menschen, etwa durch Tastatureingaben
- die Datenverarbeitung erfolgt in Echtzeit, angepasst an die Schnelligkeit des zugehörigen Prozesses, sodass die Reaktionen des Prozessrechners rechtzeitig erfolgen.

Von den klassischen Großrechnern im Batch-Betrieb unterscheiden sich Prozessrechner durch ihre Auslastung:
- Großrechner sollten zu 100 % ausgelastet sein
- Prozessrechner dagegen im Normalfall zu unter 50 %, um auch Lastspitzen in Echtzeit abfangen zu können.

Typische Einsatzgebiete für Prozessrechner sind u. a.:
- Steuerungsrechner von Anlagen, etwa von Fertigungsstraßen, Hochöfen, Chemieanlagen oder Kraftwerken
- Motorsteuerungen, etwa von Verbrennungsmotoren in Kraftfahrzeugen
- Mikrocontroller, z. B. zur Steuerung von Haushaltsgeräten.

Größe und Leistung von Prozessrechnern reichen vom vernetzten Großrechner bis zum Ein-Chip-Mikrocontroller.
Besondere Bedingungen ergeben sich aus der Echtzeit-Anforderung (die Ausgangsdaten müssen für den laufenden Prozess rechtzeitig bereitstehen) sowie der Verlässlichkeit, da ein Rechnerabsturz etwa über die angeschlossene Leittechnik in den verbundenen technischen Anlagen und Einrichtungen weitaus größere Folgeschäden verursachen könnte als der Absturz eines Bürorechners.
Ab den 1980er Jahren wurden Prozessrechner häufig durch Speicherprogrammierbare Steuerungen ersetzt oder ergänzt; die „Intelligenz“ wanderte somit in die Peripherie.

## Deutsche Entwicklungen
Mehrere deutsche Industriekonzerne entwickelten in der zweiten Hälfte des 20. Jahrhunderts eigene Prozessrechnerlinien:
- Simatic von Siemens
- AEG 80 Prozessrechner von AEG.

Auch die Programmiersprache PEARL speziell für Echtzeit-Anforderungen wurde in Deutschland entwickelt.